# Europeiska regionkommittén
Europeiska regionkommittén (ReK) är ett rådgivande organ inom Europeiska unionen, bestående av 329 regionala och lokala politiker. Kommitténs funktion är att avge yttranden till Europaparlamentet, Europeiska unionens råd och Europeiska kommissionen i frågor som rör den regionala eller lokala nivån, vilket inkluderar regionalpolitik, transportpolitik och transeuropeiska nät, sysselsättnings- och socialpolitik, utbildning, yrkesutbildning, ungdomsfrågor och idrott, kultur, folkhälsa, miljö och energi.
Regionkommittén inrättades den 1 november 1993 för att stärka den regionala och lokala kopplingen till unionen. Syftet var att överbrygga klyftan mellan allmänheten och lokala politiker, å ena sidan, och de europeiska institutionerna, å andra sidan. En stor del av unionens lagstiftning genomförs på regional och lokal nivå, vilket var en annan anledning till behovet av en tydligare koppling till unionens institutioner.
Kommittén leds av sin ordförande, som sedan juni 2022 är Vasco Alves Cordeiro. Ledamöterna i kommittén är organiserade i olika utskott för att bereda yttranden inom specifika fackområden. Kommittén har sitt säte i Bryssel, Belgien.

## Historia
Europeiska regionkommittén inrättades som ett av unionens rådgivande organ genom Maastrichtfördraget, som trädde i kraft den 1 november 1993. Det var dock inte förrän ett år senare som Regionkommittén höll sin första plenarsession i Bryssel, Belgien. Syftet med kommittén var att förstärka kopplingen mellan unionens politik och medlemsstaternas regionala och lokala nivåer. Enligt fördraget skulle Europeiska unionens råd och Europeiska kommissionen samråda med kommittén i alla viktiga frågor av regionalt intresse. Ledamöterna i kommittén skulle nomineras av medlemsstaternas regeringar och tjänstgöra i fyra år i taget.
I samband med utvidgningen 1995 utökades antalet ledamöter i Regionkommittén från 189 till 222. Regionkommitténs befogenheter förstärktes i och med Amsterdamfördraget, som trädde i kraft den 1 maj 1999. Genom fördraget fick Regionkommittén rådgivande funktion i cirka två tredjedelar av unionens lagstiftningsförfaranden. Samtidigt fick Europaparlamentet befogenhet att samråda med kommittén. Genom Nicefördraget, som trädde i kraft den 1 februari 2003, förtydligades Regionkommittén demokratiska mandat genom att det ställdes krav på att ledamöterna skulle vara folkvalda eller politiskt ansvariga inför folkvalda regionala eller lokala församlingar. Antalet ledamöter fastställdes samtidigt till högst 350.
I samband med utvidgningen 2004 utökades antalet ledamöter i Regionkommittén från 222 till 317. Antalet utökades ytterligare till 344 när Bulgarien och Rumänien anslöt sig till unionen den 1 januari 2007. Den 1 december 2009 trädde Lissabonfördraget i kraft, vilket innebar att Regionkommitténs funktioner stärktes ytterligare, bland annat genom rätten att kunna vända sig till EU-domstolen. Samtidigt förlängdes mandatperioden från fyra till fem år.

## Sammansättning och funktionssätt

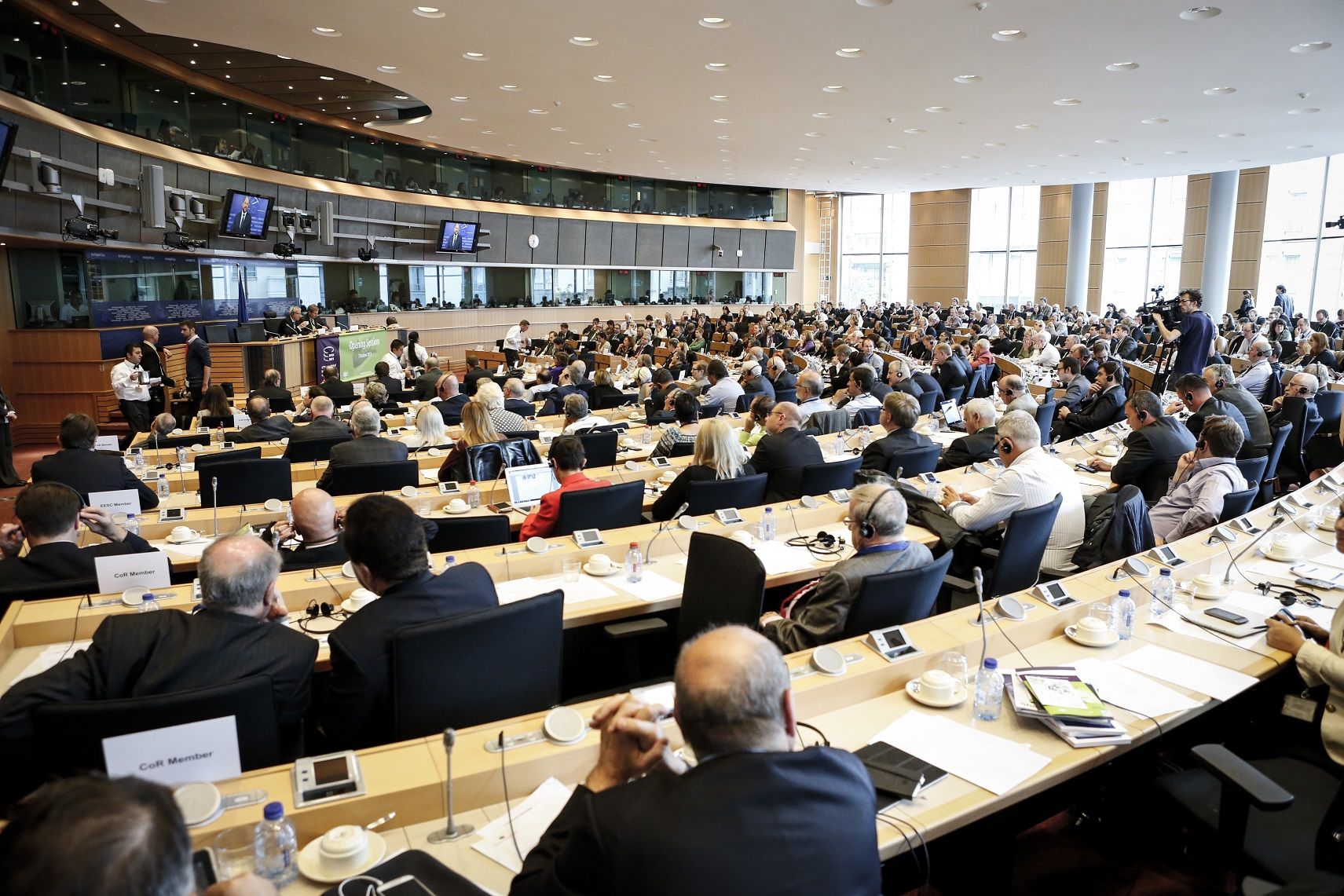
Ett öppet sammanträde mellan Regionkommittén och allmänheten.

Europeiska regionkommittén är ett av Europeiska unionens organ. Dess sammansättning och funktionssätt regleras av fördraget om Europeiska unionens funktionssätt. Kommittén antar med absolut majoritet en arbetsordning, som fastställer ytterligare bestämmelser om dess funktionssätt.
Kommittén sammanträder i regel sex gånger om året, efter kallelse av sin ordförande. Detta kan ske antingen på eget initiativ eller på begäran av Europaparlamentet, rådet eller kommissionen. Kommittén består av företrädare för regionala och lokala organ som antingen har
valts till ett regionalt eller lokalt organ eller är politiskt ansvariga inför en vald församling.
För att underlätta det interna arbetet består Regionkommitténs organisation av flera olika organ. De två viktigaste är presidiet och ordförandekonferensen, som båda leds av Regionkommitténs ordförande. Därutöver finns utskott som är specialiserade på att bereda yttranden inom ett visst politikområde.

### Ledamöter
| Medlemsstat   | Antal ledamöter |
| ------------- | --------------- |
| Belgien       | 12              |
| Bulgarien     | 12              |
| Cypern        | 6               |
| Danmark       | 9               |
| Estland       | 7               |
| Finland       | 9               |
| Frankrike     | 24              |
| Grekland      | 12              |
| Irland        | 9               |
| Italien       | 24              |
| Kroatien      | 9               |
| Lettland      | 7               |
| Litauen       | 9               |
| Luxemburg     | 6               |
| Malta         | 5               |
| Nederländerna | 12              |
| Polen         | 21              |
| Portugal      | 12              |
| Rumänien      | 15              |
| Slovakien     | 9               |
| Slovenien     | 7               |
| Spanien       | 21              |
| Sverige       | 12              |
| Tjeckien      | 12              |
| Tyskland      | 24              |
| Ungern        | 12              |
| Österrike     | 12              |

Antalet ledamöter i Europeiska regionkommittén får enligt fördraget om Europeiska unionens funktionssätt inte överstiga 350. Sedan Storbritanniens utträde ur Europeiska unionen den 1 februari 2020 består regionkommittén av totalt 329 ledamöter och lika många suppleanter. Europeiska unionens råd fastställer med enhällighet på förslag av Europeiska kommissionen mandatfördelningen mellan medlemsstaterna. Ledamöterna utses av rådet för en period av fem år, som kan förnyas. Varje medlemsstat lägger fram ett förslag till rådet om vem som ska utses till ledamöter från den medlemsstaten. En ledamot av Regionkommittén får inte samtidigt vara ledamot av Europaparlamentet.
Ledamöterna är företrädare för regionala och lokala organ som antingen har valts till ett regionalt eller lokalt organ eller är politiskt ansvariga inför en vald församling. Varje medlemsstat beslutar själv hur den nominerar sina ledamöter och suppleanter i Regionkommittén. Vanligtvis tar medlemsstaterna hänsyn till politiska, administrativa och geografiska aspekter i nomineringsprocessen.

### Presidiet och ordförandekonferensen
Bland sina egna ledamöter väljer kommittén en ordförande och ett presidium. Presidiet består av ordföranden, en förste vice ordförande, 27 vice ordförande (en från varje medlemsstat), gruppledarna för partigrupperna samt 26 andra ledamöter från de nationella delegationerna. Presidiet ska på så sätt avspegla både den nationella och den politiska balansen i kommittén. Både ordföranden och presidiets övriga ledamöter väljs av kommittén för en period av två och ett halvt år i taget. Presidiet sammanträder i regel sju till åtta gånger om året för att utarbeta Regionkommitténs politiska program och ge administrativa instruktioner om hur besluten ska genomföras. Ordföranden ansvarar för att leda kommitténs arbete och representera kommittén utåt. Om ordföranden inte kan fullgöra sina uppgifter vid plenarsammanträden eller i presidiet, tas ordförandeskapet över av förste vice ordförande eller en av de andra vice ordförande. Vid andra sammanträden kan ordförandeskapet tas över av en föredragande eller en annan ledamot. Karl-Heinz Lambertz valdes till ordförande och Markku Markkula till förste vice ordförande den 12 juli 2017. De hade dessförinnan haft ombytta roller sedan den 12 februari 2015. Den 12 februari 2020 valdes Apostolos Tzitzikostas till ny ordförande för regionkommittén. Han efterträddes den 29 juni 2022 av Vasco Alves Cordeiro.
Ordförandekonferensen består av ordföranden, förste vice ordföranden och gruppledarna för partigrupperna. Även Regionkommitténs generalsekreterare deltar i ordförandekonferensens arbete. Ordförandekonferensen sammanträder inför varje plenarsession med syfte att nå politiskt samförstånd i strategiska frågor.

### Partigrupper och nationella delegationer
| EPP       | 124 |
| PES       | 84  |
| Renew     | 47  |
| ECR       | 22  |
| EA        | 18  |
| EGP       | 11  |
| Grupplösa | 11  |

Nuvarande mandatfördelning efter partigrupp i Regionkommittén

Ledamöterna och suppleanterna har möjlighet att bilda partigrupper om de är minst 18 till antalet och valts i minst en femtedel av medlemsstaterna. En ledamot kan endast tillhöra en grupp i taget. Varje partigrupp bistås av ett eget sekretariat.
Det finns fem partigrupper i Regionkommittén: Europeiska socialdemokratiska partiets grupp (PES-gruppen), Europeiska folkpartiets grupp (EPP-gruppen), Gruppen Renew Europe (Renew-gruppen), Europeiska alliansen (EA-gruppen) och Gruppen Europeiska konservativa och reformister (ECR-gruppen). Genom de europeiska politiska partierna samarbetar dessa grupper med politiker inom andra institutioner och organ.
Utöver partigrupperna finns även nationella delegationer. Varje nationell delegation består av alla ledamöter och suppleanter från en specifik medlemsstat. I vissa fall kan den nationella tillhörigheten överskugga den politiska tillhörigheten, vilket får som konsekvens att ledamöterna ibland röstar med sina nationella delegationer istället för med sina partigrupper.

### Utskott
För att Regionkommittén ska kunna genomföra sitt arbete effektivt är det uppdelat i utskott. Utskott utarbetar utkast till yttranden och anordnar konferenser och seminarier om frågor som rör deras specifika fackområden. Varje utskott har ungefär 100 ledamöter och bistås av ett sekretariat. En ledamot kan ingå i två utskott.
Det finns sex olika utskott: Utskottet för ekonomisk politik (ECON), Utskottet för miljö, klimatförändringar och energi (ENVE), Utskottet för socialpolitik, utbildning, sysselsättning och kultur (SEDEC), Utskottet för territoriell sammanhållningspolitik (COTER), Utskottet för naturresurser (NAT) samt Utskottet för medborgarskap, styresformer, institutionella frågor och yttre förbindelser (CIVEX). En särskild kommitté för administrativa och finansiella frågor (KAFF) bistår Regionkommitténs presidium.

## Funktioner och befogenheter

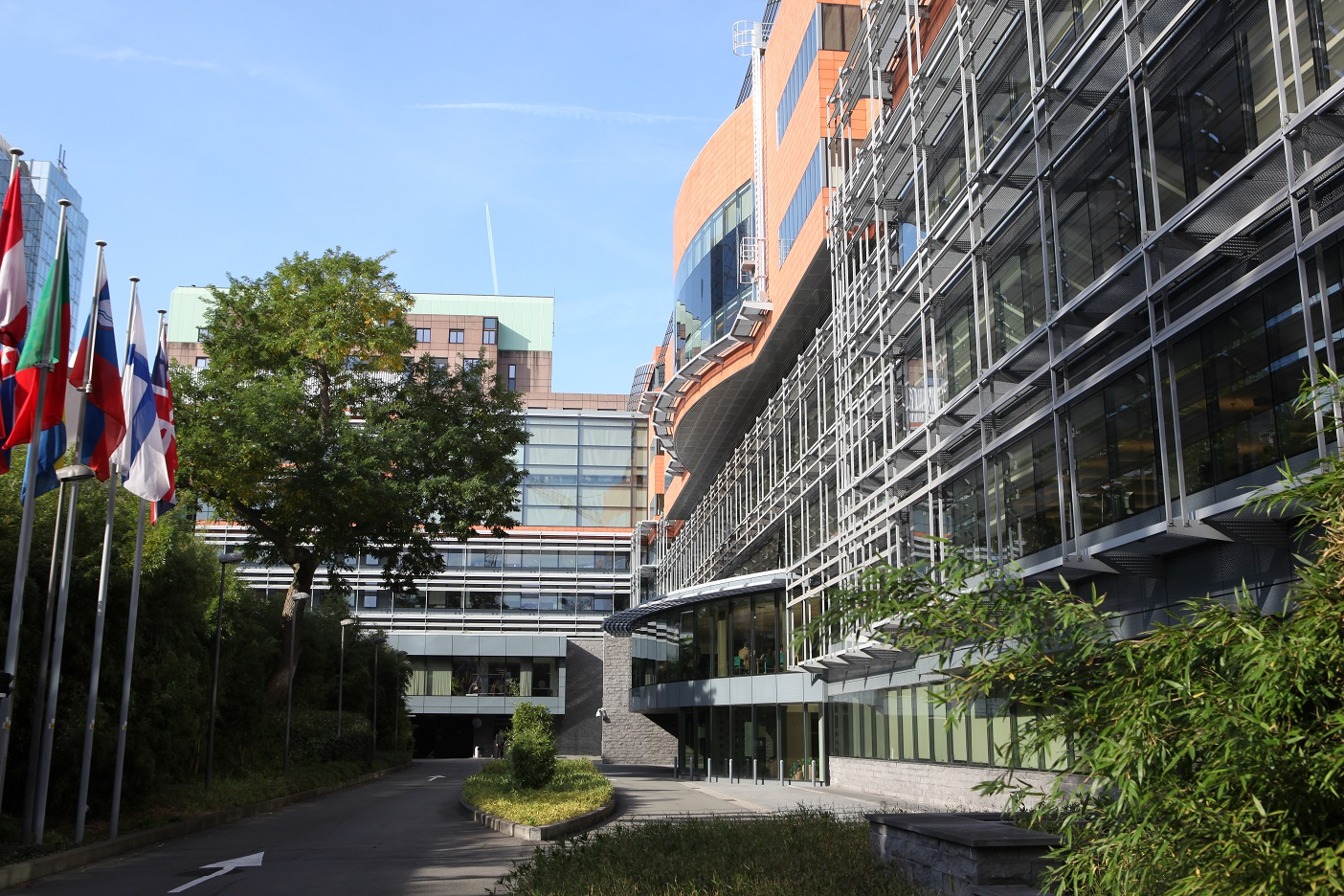
Regionkommitténs säte i Bryssel, Belgien.

Regionkommitténs centrala funktion är att avge yttranden i samband med lagstiftning på de områden som kan få regionala eller lokala konsekvenser. I de fall då fördraget om Europeiska unionens funktionssätt föreskriver det måste Europaparlamentet, rådet och kommissionen samråda med kommittén. Kommittén kan också på eget initiativ avge yttranden när den så finner det lämpligt. Europaparlamentet, rådet och kommissionen kan sätta en tidsfrist på minst en månad för hur länge kommittén har på sig att behandla ett visst ärende. Om kommittén inte har avgett något yttrande inom tidsfristen, kan institutionerna behandla ärendet utan att ta hänsyn till kommittén. Kommitténs ledamöter får inte bindas av några instruktioner, utan ska vara helt oberoende i sin tjänsteutövning.
Regionkommittén arbetar utifrån tre huvudprinciper: subsidiaritetsprincipen, närhetsprincipen och partnerskapsprincipen. Subsidiaritetsprincipen innebär att beslut ska fattas på den nivå närmast medborgarna som det är mest praktiskt att fatta beslutet på. Unionen ska enligt denna princip inte ta på sig uppgifter som sköts bättre på nationell, regional eller lokal nivå. Närhetsprincipen innebär att alla politiska nivåer ska eftersträva närhet till medborgarna, bland annat genom att organisera sitt arbete på ett öppet och transparent sätt, så att medborgarna vet vem som är ansvarig för vad och hur de kan framföra sina åsikter. Partnerskapsprincipen innebär samarbete mellan de politiskt ansvariga på europeisk, nationell, regional och lokal nivå.
I de fall då Europaparlamentet, rådet eller kommissionen samråder med Regionkommittén kan kommittén avge yttranden. Lagförslaget översänds först till det ansvariga utskottet, där en föredragande utses med uppgift att bereda ett yttrande. Innan utkastet till yttrande behandlas av plenarsessionen måste utskottet godkänna det. Om utkastet antas av plenarsessionen översänds det till unionens institutioner och offentliggörs i Europeiska unionens officiella tidning. Regionkommittén kan även anta resolutioner, där kommittén uttrycker sin ståndpunkt i en viktig och aktuell fråga. Resolutioner kan utarbetas av partigrupperna eller en grupp av minst 32 ledamöter.

## Säte och administration
Europeiska regionkommittén har sitt säte i Bryssel, Belgien. Kommittén har tillsammans med Europeiska ekonomiska och sociala kommittén runt 1 300 anställda. Arvoden för kommitténs ledamöter fastställs av Europeiska unionens råd.
Regionkommitténs administration sköts av ett generalsekretariat, som leds av en generalsekreterare. Generalsekreteraren får inte själv ha något politiskt mandat. Han eller hon har till uppgift att genomföra ordförandens och presidiets beslut samt se till att administrationen fungerar effektivt.
Generalsekretariatet består av fem direktorat: ledamöter och plenarsessioner, lagstiftningsarbete 1, lagstiftningsarbete 2, kommunikation samt personal och ekonomi. Direktoraten för logistik och för översättning förvaltas gemensamt med Europeiska ekonomiska och sociala kommittén.